# Cervera del Río Alhama
Cervera del Río Alhama ist eine Kleinstadt und eine zur bevölkerungsarmen Serranía Celtibérica gehörende Gemeinde (municipio) mit insgesamt nur noch 2.255 Einwohnern (Stand: 2024) im Südosten der Autonomen Gemeinschaft La Rioja im Norden Spaniens.

## Lage und Klima
Die Kleinstadt Cervera del Río Alhama liegt am Río Alhama in der Übergangszone vom Iberischen Gebirge im Süden zum Ebro-Tal im Norden und gut 95 km (Fahrtstrecke) südöstlich der Provinzhauptstadt Logroño in einer Höhe von ca. 550 m; bis nach Saragossa sind es weitere 125 km in südöstlicher Richtung. Das Klima ist gemäßigt bis warm; Regen (ca. 480 mm/Jahr) fällt hauptsächlich im Winterhalbjahr.

## Bevölkerungsentwicklung
| Jahr      | 1857  | 1900  | 1950  | 2000  | 2018  |
| Einwohner | 3.970 | 5.930 | 7.374 | 2.960 | 2.298 |

Infolge der Mechanisierung der Landwirtschaft, der Aufgabe bäuerlicher Kleinbetriebe und des daraus resultierenden geringeren Arbeitskräftebedarfs ist die Einwohnerzahl der Gemeinde seit der Mitte des 20. Jahrhunderts deutlich zurückgegangen (Landflucht). Zur Gemeinde gehören auch die Dörfer (aldeas) bzw. Weiler (pedanías) Cabretón, Las Ventas, Rincón de Olivedo, Valdegutur und Valverde mit insgesamt etwa 800 Einwohnern.

## Wirtschaft
Die Gemeinde war jahrhundertelang zum Zweck der Selbstversorgung landwirtschaftlich orientiert, wobei die Viehwirtschaft (Milch, Käse, Fleisch) im Vordergrund stand; aus der Schafwolle wurden Weberzeugnisse hergestellt, die auch getauscht oder verkauft werden konnten. Aber auch Obst, Gemüse und Getreide wurden angebaut. Die Produktion von Espadrilles spielte ebenfalls eine wichtige Rolle im Wirtschaftsleben der Gemeinde. Heute werden vor allem im Sommerhalbjahr Ferienwohnungen (casas rurales) vermietet.

## Geschichte
Auf dem Burgberg wurden keltiberische Spuren entdeckt, die den Stämmen der Pelendonen und Arevaker zugeordnet werden. Römische, westgotische und selbst islamisch-maurische Siedlungsspuren wurden auf dem Gemeindegebiet zwar nicht entdeckt, doch kann ihre Anwesenheit angenommen werden; so weiß man aus anderen Quellen, dass eine hispano-römische oder westgotische Familie im 8. Jahrhundert zum Islam übertrat und als Banu Qasi den Ort und sein Umland beherrschte. Eine militärische Rückeroberung (reconquista) durch die Christen fand möglicherweise nicht statt, doch übernahmen die Christen im 12. Jahrhundert allmählich die Macht. Im weiteren Verlauf des Mittelalters war die Region zeitweise zwischen den Königreichen Kastilien und Navarra umstritten; im Jahr 1196 jedoch eroberte Alfons VIII. von Kastilien die Stadt, die seitdem zu Kastilien gehörte. Im Jahr 1822 wurde die Stadt der neugeschaffenen Provinz Logroño zugeschlagen, aus welcher in den 1980er Jahren die Autonome Region La Rioja hervorging.

## Sehenswürdigkeiten

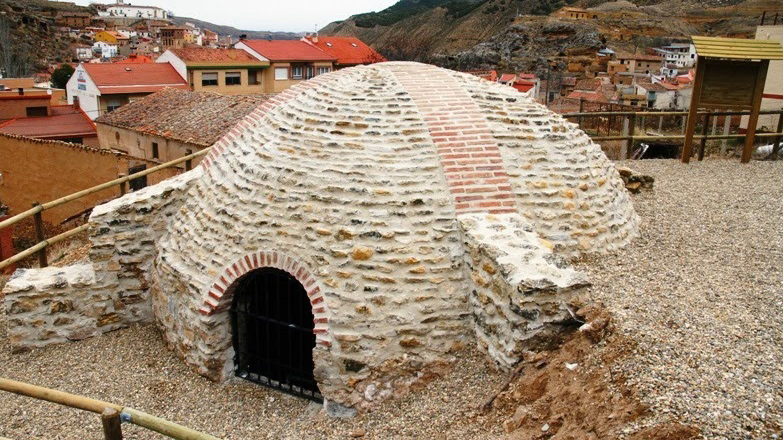
Eiskeller (nevera)

- Ältestes Bauwerk des Ortes ist die immer wieder neu- und umgebaute – heute allerdings stark ruinierte – Burg (castillo).
- Teile der Altstadt sind immer noch geprägt von mittelalterlich-maurischen Gassen und Winkeln.
- Die Iglesia de San Gil ist die älteste Kirche des Ortes; sie wurde jedoch im 15. und 17. Jahrhundert umgebaut.
- Auch die Basílica de Nuestra Señora del Monte hat mittelalterliche Wurzeln, doch stammt ihr heutiger Zustand aus dem 16./17. Jahrhundert.
- Die Iglesia de Santa Ana ist eine Gründung aus dem Jahr 1546. Sie besitzt ein imposantes Altarretabel (retablo) mit Seitenaltären.
- Mehrere Kapellen (ermitas) stammen aus dem 18. und 19. Jahrhundert.
- Im Barrio de San Miguel ist ein gemauerter Eiskeller aus dem 17. oder 18. Jahrhundert erhalten.

Umgebung
- In der Umgebung der Kleinstadt stehen mehrere mittelalterliche, später jedoch oft überarbeitete Steinbrücken (puentes).[5][6]